# نورمان روبنسون (لاعب دوري الرغبي)
نورمان روبنسون (بالإنجليزية: Norm Robinson)‏ هو لاعب دوري الرغبي أسترالي، ولد في 17 أكتوبر 1900 في Balmain, New South Wales ‏ في أستراليا، وتوفي في 18 مارس 1980 في Milton, New South Wales ‏ في أستراليا.